# Sophronica albomaculata
Sophronica albomaculata là một loài bọ cánh cứng trong họ Cerambycidae.